# Cycas pachypoda
Cycas pachypoda es una especie de Cycadopsida del género Cycas, de la familia Cycadaceae, del orden Cycadales.

## Distribución
Cycas pachypoda se distribuye por Vietnam (Binh Thuan, Ninh Thuan).

## Taxonomía
Fue descrita científicamente por Kenneth D. Hill. Fue publicado por primera vez en The Botanical Review, interpreting botanical progress 70(2): 176-178, fig. 13. en 2004.